# Юліана Бухуш
Юліана Бухуш (4 липня 1995 , Бирлад, Васлуй ) — румунська веслувальниця, чемпіонка світу та Європи.

## Виступи на Олімпіадах
| Олімпіада  | Дисципліна | Місце |
| ---------- | ---------- | ----- |
| Токіо 2020 | двійки     | 9     |

## Зовнішні посилання
- Юліана Бухуш на сайті FISA.